# Église des Taxiarques
L'église des Taxiarques est une église byzantine de Thessalonique, datant probablement de l'époque paléologue, et l'un des édifices ecclésiastiques les plus mal connus de la ville.
Comme dans le cas de l'Église du Prophète Élie, le nom originel de cette église s'est perdu pendant l'époque ottomane, lorsqu'elle fut convertie en mosquée : cette transformation est due à Gazı Hüseyin Bey au cours du XVIe siècle et la mosquée prit le nom de İki Şerife Camii, la « mosquée aux deux balcons », en référence aux deux balcons de son minaret. Selon la tradition populaire grecque remontant à cette époque, cette particularité architecturale rappelait symboliquement que l'église était auparavant consacrée aux deux archanges (taxiarques) Michel et Gabriel.
L'église est datée de la première moitié du XIVe siècle par comparaison stylistique et architecturale avec les autres monuments chrétiens de Thessalonique. Elle servait peut-être de catholicon pour un monastère : la crypte importante qui la caractérise aurait servi dans ce cas de nécropole pour les moines.
Comme beaucoup d'autres mosquées, elle fut rendue au culte chrétien après la prise de la ville par les Grecs en 1912, et consacrée aux Taxiarques. Toute la partie occidentale est une reconstruction contemporaine (1953) et témoigne davantage des nombreuses modifications apportées à l'édifice au cours de son histoire mouvementée que de l'architecture originelle.

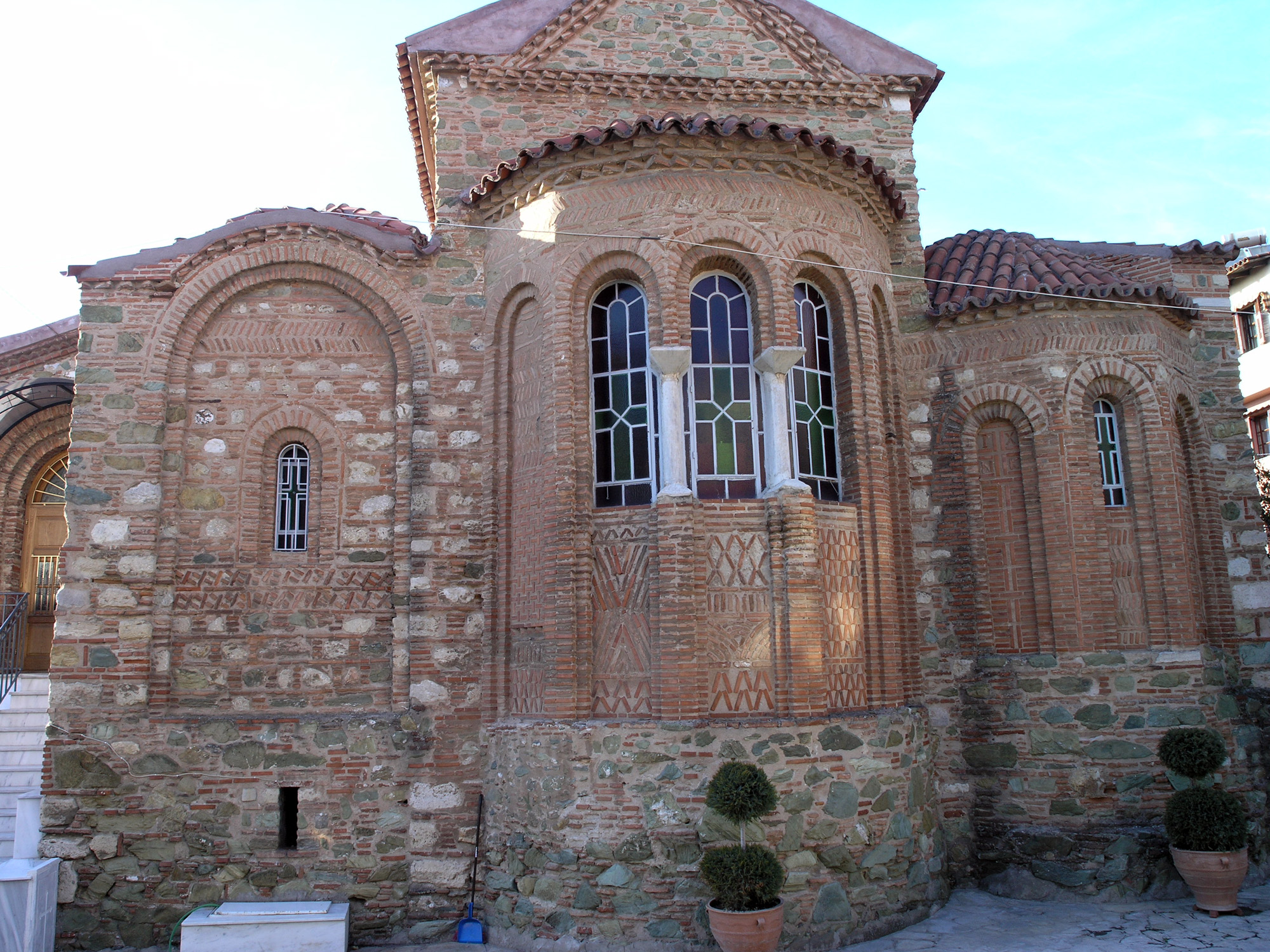
Chevet de l'église des Taxiarques
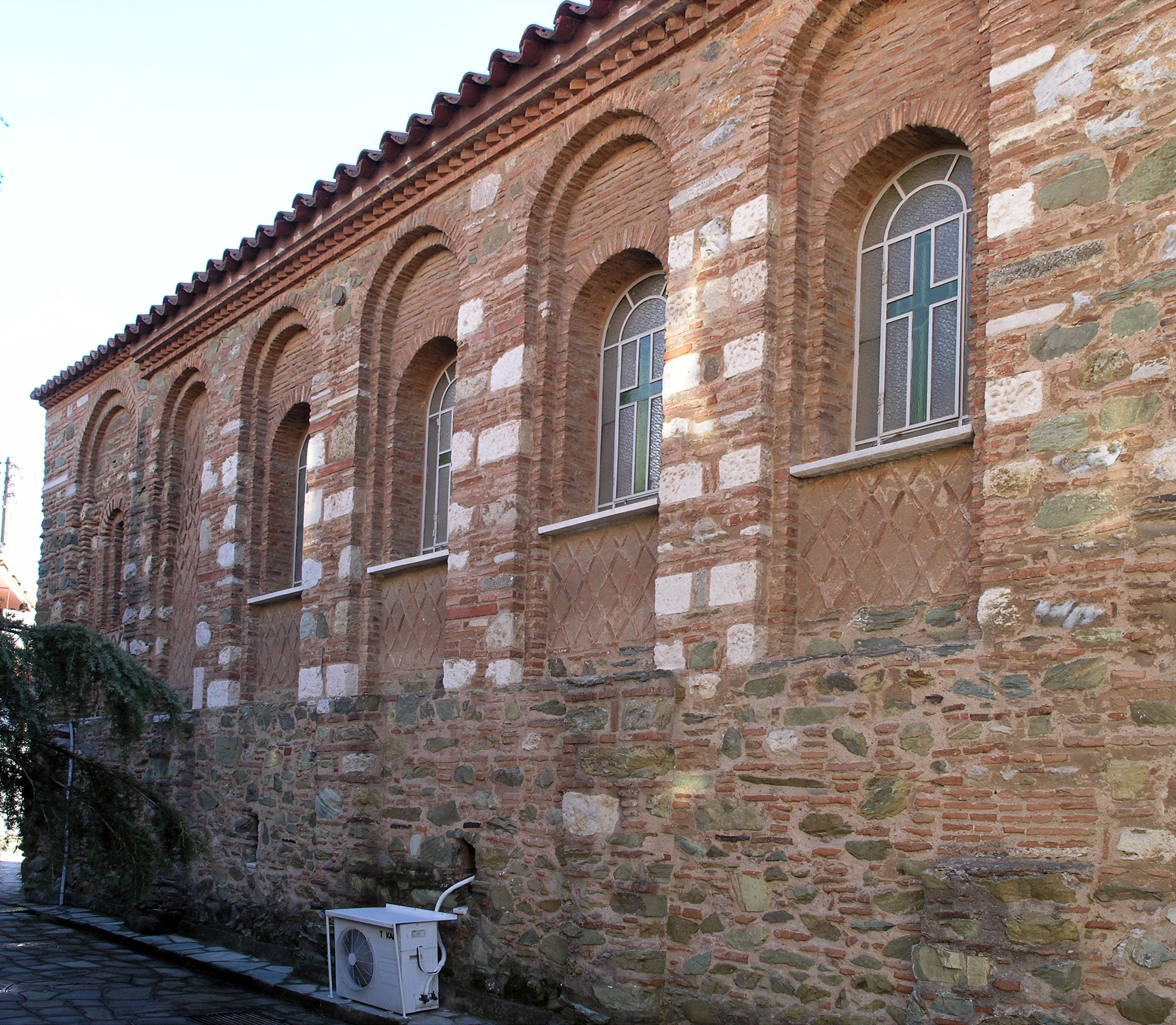
Façade nord de l'église des Taxiarques